# USS LST-70
O USS LST-70 foi um navio de guerra norte-americano da classe LST que operou durante a Segunda Guerra Mundial.